# I Need a Man
I Need a Man är en låt av den brittiska duon Eurythmics. Den släpptes i mars 1988 som den tredje singeln från albumet Savage. Singeln nådde plats 26 på UK Singles Chart.
Musikvideon, regisserad av Sophie Muller, visar en utmanande klädd Annie Lennox som framför "I Need a Man" i en svagt upplyst nattklubb.

## Låtlista
Vinylsingel 7" (Storbritannien, Tyskland, Australien)
1. "I Need A Man" (LP Version) – 4:23
2. "I Need You" (LP Version) – 3:22

Vinylsingel 7" (Kanada, USA)
1. "I Need A Man" (7" Edit) – 4:06
2. "Heaven" (LP Version) – 3:27

Vinylsingel 10" (Storbritannien)
1. "I Need A Man" (Live Version) – 4:35
2. "I Need A Man" (LP Version) – 4:23
3. "I Need You" (LP Version) – 3:22

Maxisingel 12 " (Storbritannien, Tyskland, Australien)
1. "I Need A Man" (Macho Mix) – 6:01
2. "I Need A Man" (LP Version) – 4:23
3. "I Need You" (LP Version) – 3:22

Maxisingel 12 " (USA)
1. "I Need A Man" (Macho Mix) – 6:01
2. "I Need A Man" (7" Edit) – 4:06
3. "Beethoven (I Love To Listen To)" (Dance Mix) – 4:42
4. "Beethoven (I Love To Listen To)" (7" Edit) – 3:47

CD-singel (Storbritannien)
1. "I Need A Man" (LP Version) – 4:23
2. "Missionary Man" (Live Version) – 5:18
3. "I Need You" (LP Version) – 3:52
4. "I Need A Man" (Macho Mix) – 6:01

CD-singel (promo, USA)
1. "I Need A Man" (7" Edit) – 4:06